# Brüno
Brüno – amerykański film komediowy z 2009, w reżyserii Larry’ego Charlesa, zrealizowany jako mockument. Tytułową rolę zagrał komik Sacha Baron Cohen.
W weekend otwierający emisję w Stanach Zjednoczonych obraz uzyskał zysk w kwocie 30 619 130 dolarów amerykańskich.

## Opis fabuły
Tytułowy bohater, homoseksualny prezenter austriackiej telewizji Brüno, wyrusza do Stanów Zjednoczonych, by zdobyć ogólnoświatową sławę. Jego pogoni za popularnością towarzyszy szereg zabawnych gagów.